# Chevrolet Nova (Serie 1S)
Der Chevrolet Nova der Serie 1S ist ein Personenkraftwagen. Hersteller war New United Motor Manufacturing (NUMMI) für General Motors.

## Beschreibung
Chevrolet bot das Modell von 1985 bis 1988 an. Es ist ein frontgetriebenes Automobil der US-amerikanischen Subcompact-Klasse. Das Fahrzeug wurde auch als Toyota Sprinter über das US-amerikanische Toyota-Netz vertrieben. Es entspricht weitgehend dem Toyota Corolla E8 nach dessen Modellpflege 1985. Die Bezeichnung Nova wurde zuvor für eine Ausstattungslinie des US-amerikanischen Chevrolet Chevy II (1962 bis 1968) und danach für die ganze Baureihe verwendet (1969 bis 1979), siehe Chevrolet Nova. Der Nova Serie 1S hat keinerlei technische Gemeinsamkeiten mit diesen Fahrzeugen.

## S-Plattform
Die auf dem Toyota Corolla E8 basierende Fahrzeugstruktur erhielt bei General Motors die interne Bezeichnung GM S-Plattform. Sie wurde für den Chevrolet Nova Serie 1S und für die bei NUMMI hergestellten, baugleichen Toyota Sprinter/Corolla, den Nachfolger Geo Prizm (Toyota Corolla E90), den Pontiac Vibe und dessen Schwestermodelle Toyota Voltz/Matrix verwendet.

## Modellgeschichte

### 1985

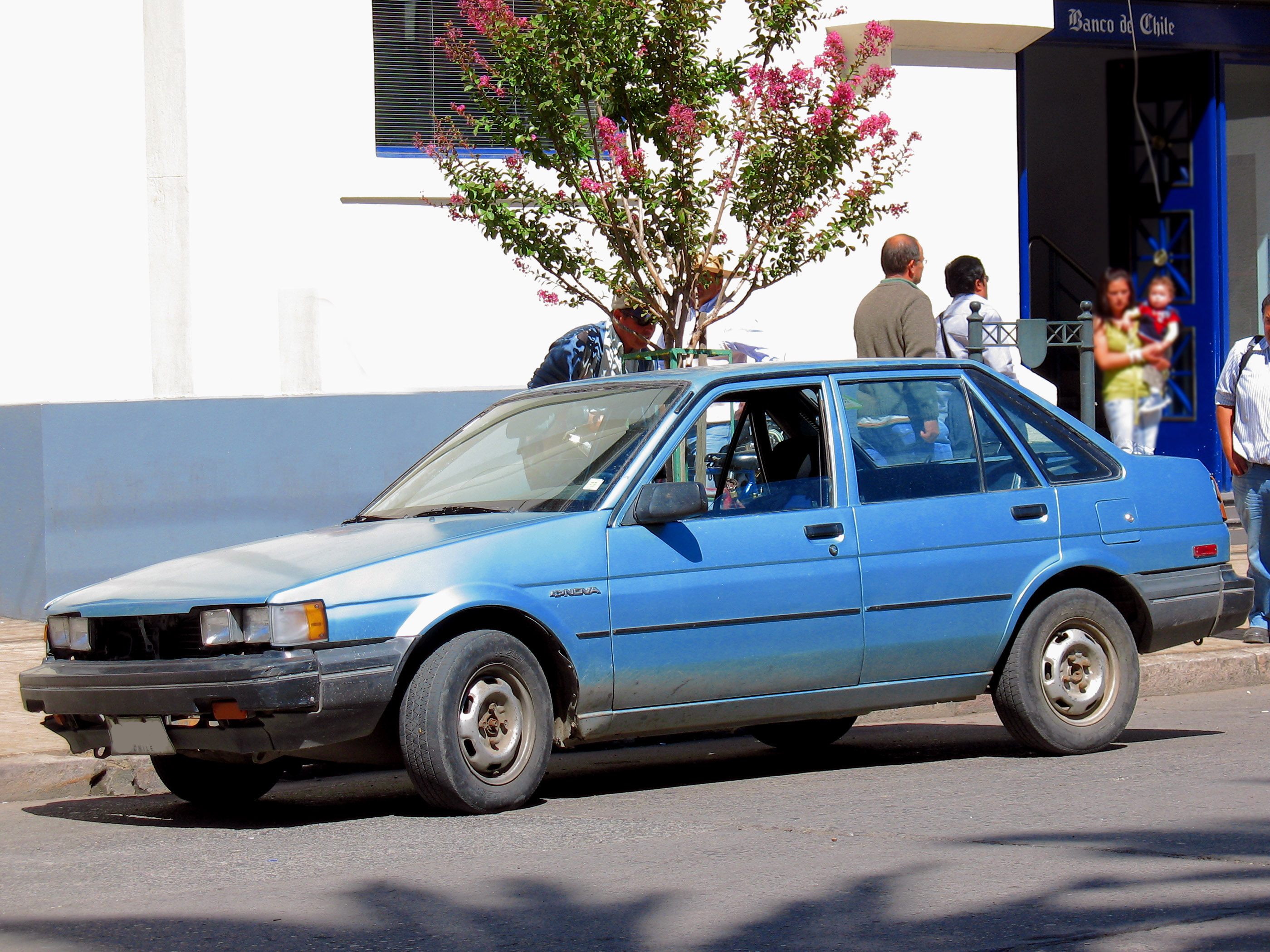
Chevrolet Nova Notchback Sedan (1985)

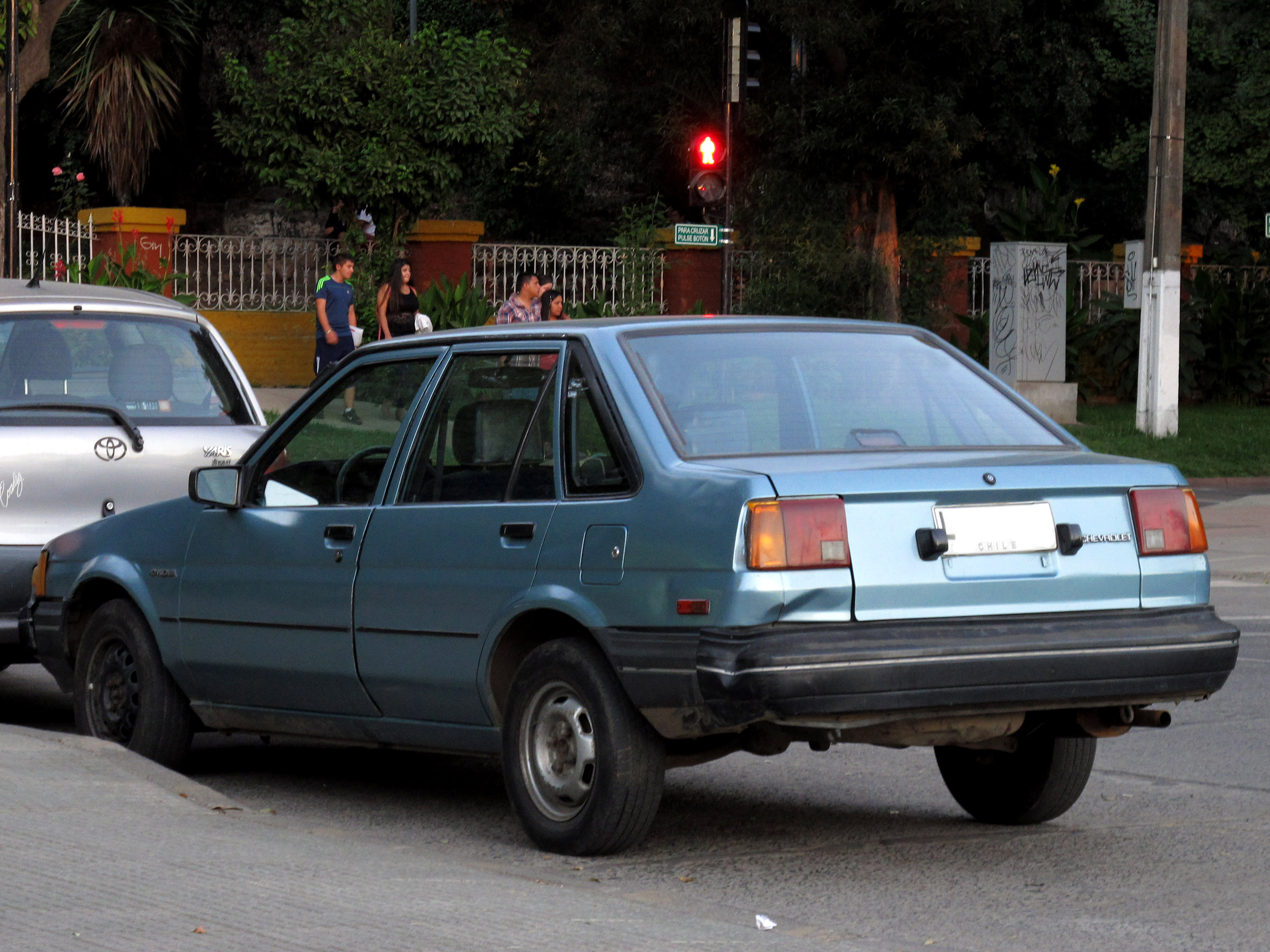
Chevrolet Nova Notchback Sedan (1985)

Der Toyota Corolla E8 erschien im Mai 1983 als Vier- und Fünftürer mit 2430 mm Radstand. Bei NUMMI wurde die Produktion 1984 aufgenommen. Der neue Nova wurde im Mittleren Westen und vorerst nur als Stufenhecklimousine lanciert. Die Präsentation für den Rest der USA und Kanada folgte anlässlich der Auto Shows im Herbst, dann mit beiden Varianten und etwas mehr Leistung.
In der Literatur werden die 1985 gebauten Nova dem Modelljahr 1986 zugeordnet.

### 1986

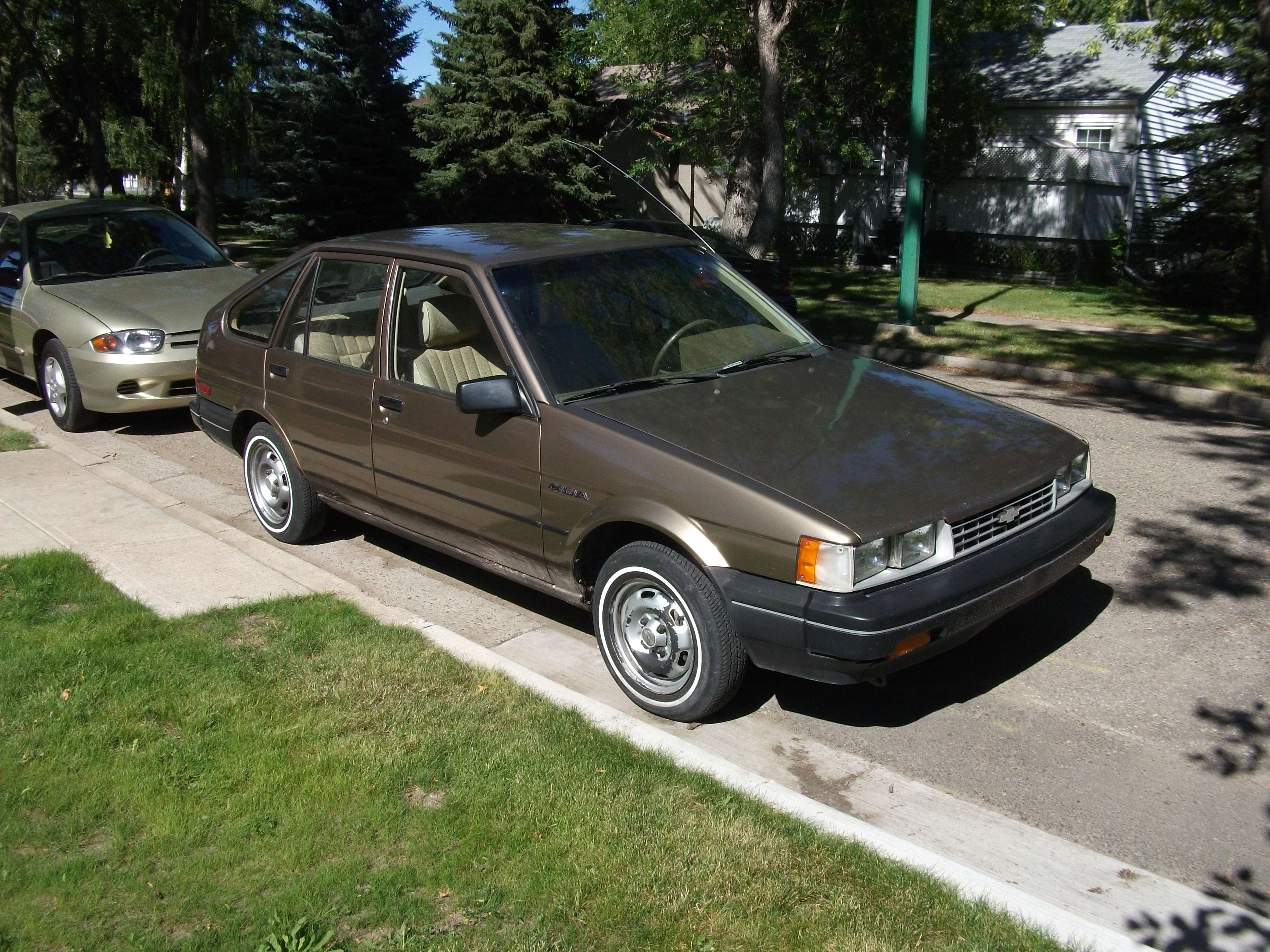
Chevrolet Nova Hatchback Sedan (1986)

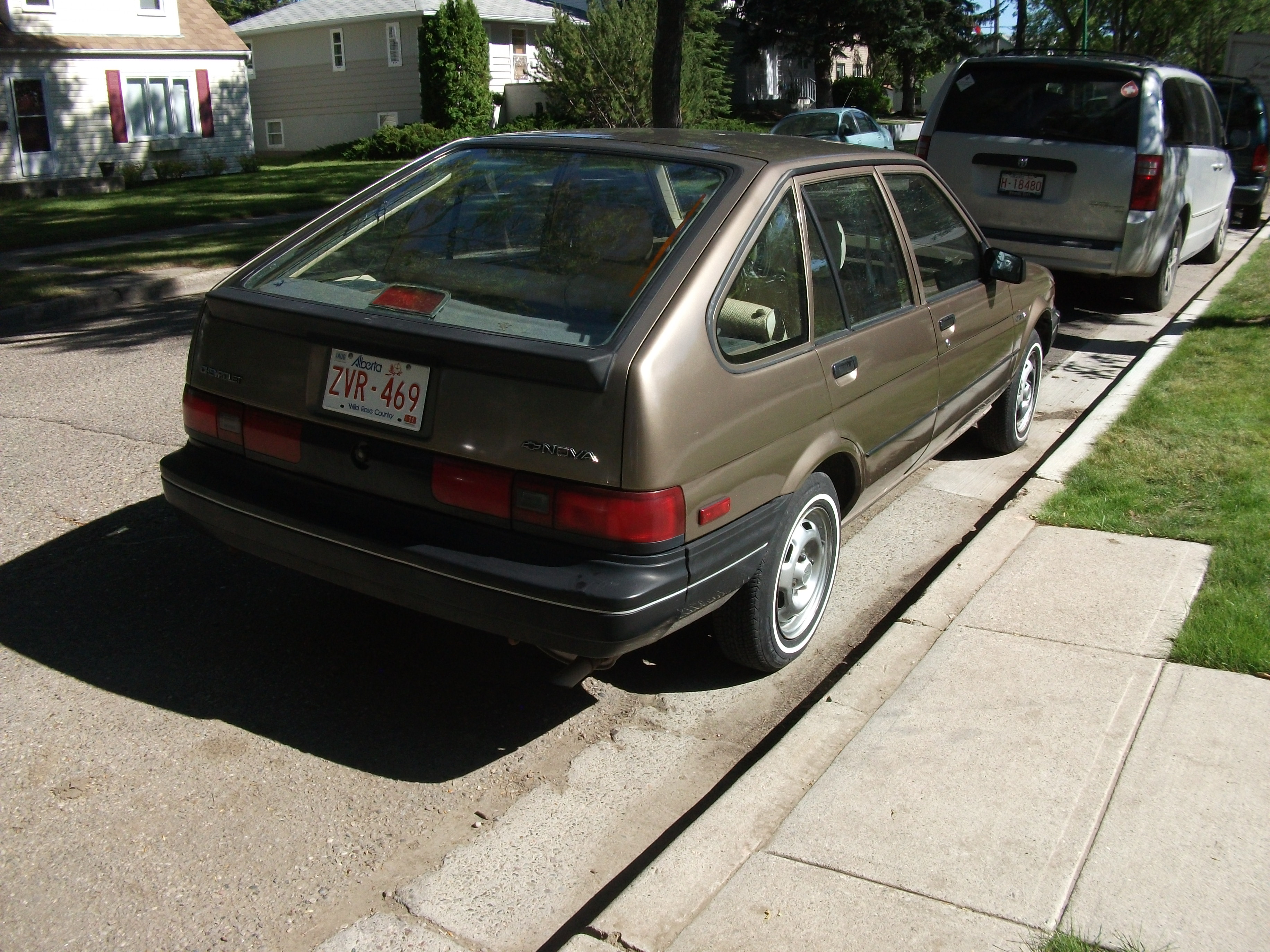
Chevrolet Nova Hatchback Sedan (1986)

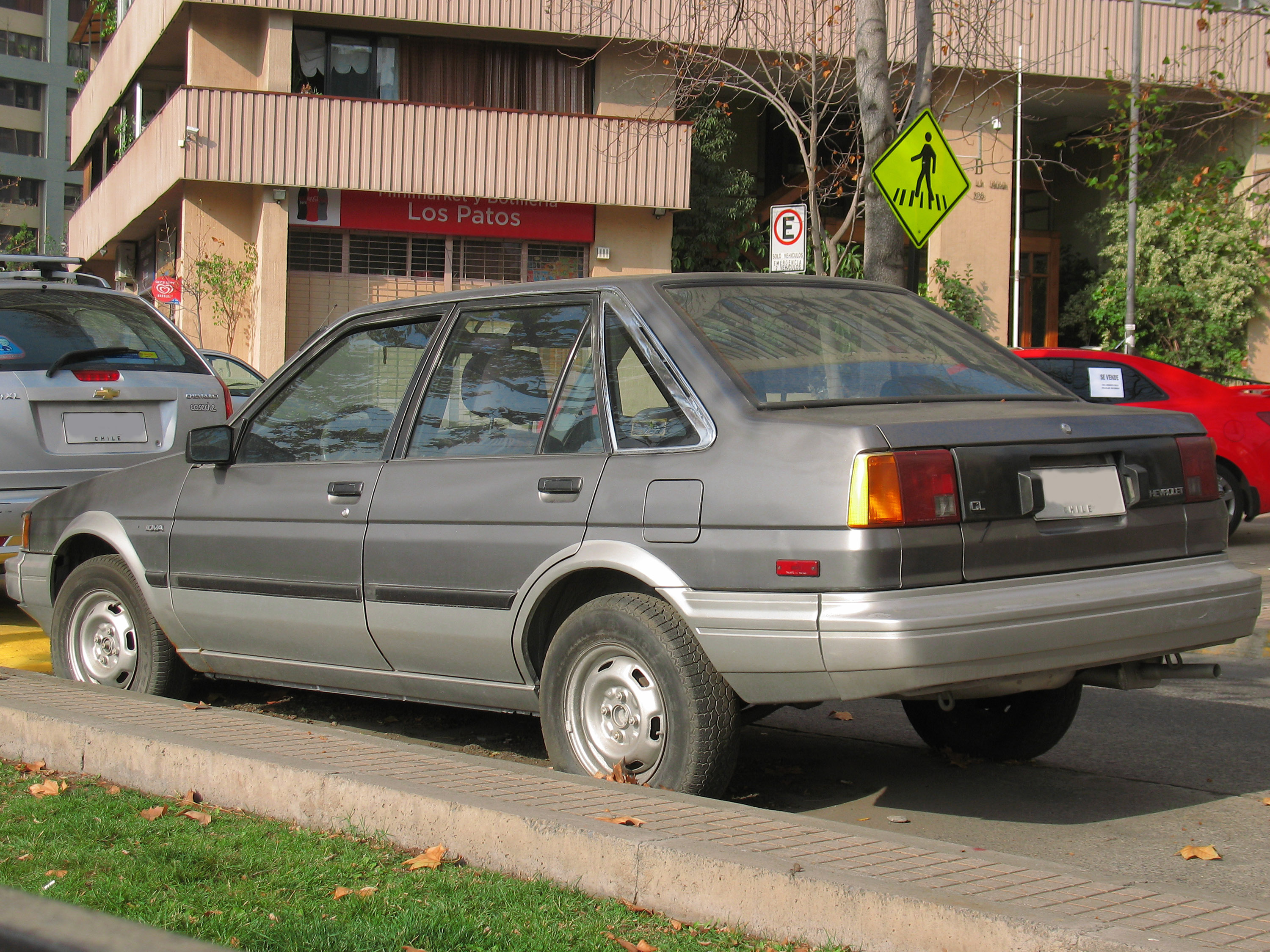
Chevrolet Nova CL Notchback Sedan (1986)

Während nahezu der gesamten Produktionsdauer gab es für den Chevrolet Nova nur den Toyota-1,6-Liter-Motor mit Zweifachvergaser und 70 bhp (52,2 kW); die Motorleistung wurde allerdings bereits im Herbst 1985 auf 76 bhp (56 kW) erhöht, sodass wohl nur die vorab im Mittleren Westen verkaufte Stufenheckversion mit dem schwächeren Motor ausgeliefert wurde.
Im Verkaufskatalog für 1986 ist der Nova als viertürige Stufenhecklimousine und fünftürige Fließheckversion mit je fünf Sitzen beschrieben. Beide wurden als Basismodell Nova und in der gehobenen Ausführung Nova CL angeboten, technisch gab es allerdings keine Unterschiede. Möglicherweise war das CL-Paket erst später erhältlich; in der Fachliteratur wird es jedenfalls erst für 1987 erwähnt. Äußerlich unterscheiden sich die beiden Versionen vor allem im fehlenden Flankenschutz und in den schwarzen Stoßfängern des einfacheren Modells; beim CL sind sie farblich auf dessen Kunststoff-Flankenschutz abgestimmt.
Die Listenpreise betrugen ab 7435 US-Dollar für den Sedan und 7669 Dollar für den Hatchback mit umklappbarer Rückbank. Sie lagen damit etwas über den vergleichbaren Corolla. Als Ersatz für die immer längeren Zubehörlisten begann Chevrolet, Sonderausstattungen in Paketen anzubieten. Der Nova war das erste Modell der Marke, bei dem das versucht wurde. Es gab sieben solcher Pakete für ihn; eine gute Ausstattung konnte den Verkaufspreis leicht über 10.000 Dollar ansteigen lassen.

### 1987

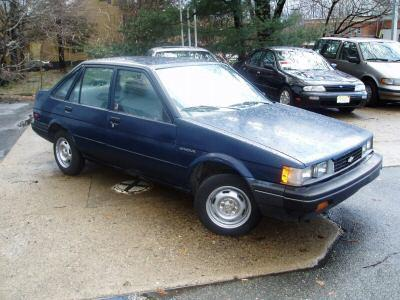
Chevrolet Nova Notchback Sedan (1987)

1987 wurde der Wagen praktisch unverändert angeboten. Die zuvor optionale Heckscheibenheizung wurde Bestandteil des Grundausstattung. Es gab kleine optische Retuschen an der Kühlermaske, die gelben Blinker wurden vorn durch weiße und hinten durch rote ersetzt. Letzteres harmonierte mit dem roten Reflektorband am Heck der CL-Modelle, die zudem farblich abgesetzte Stoßfänger, dazu passenden Flankenschutz und neue Aluräder erhielten. Vom Stufenheckmodell verkaufte Chevrolet etwa dreimal mehr als vom Hatchback.
Der Nova verkaufte sich nicht wie erwartet und die Käufer merkten schnell, dass sie das Fahrzeug mit entsprechenden Rabatten erwerben konnten. Diesen Vorteil verloren sie beim Verkauf wieder, denn als Gebrauchtwagen war das Auto als Toyota Corolla beliebter.

### 1988

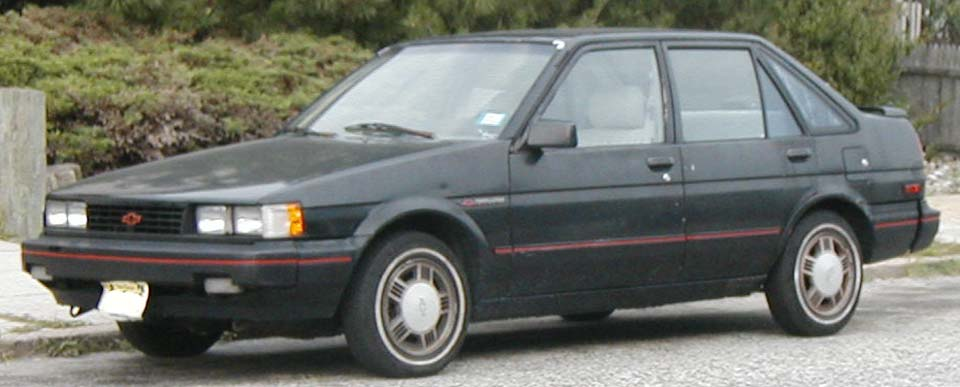
Chevrolet Nova Twin Cam (1988)

Für 1988 wird geringfügig weniger Leistung (74 bhp statt 75 bhp) vermerkt; das Gewicht beträgt nun für beide Varianten 1025 kg. Das Vierganggetriebe wird immer noch erwähnt, scheint aber tatsächlich nicht mehr verwendet worden zu sein. Die Preise begannen 1988 bei 8800 Dollar.
Die neue Sportausführung Nova Twin-Cam war nur mit Stufenheck lieferbar. Der 1,6-Litermotor mit zwei obenliegenden Nockenwellen, Vierventiltechnik und elektronischer Benzineinspritzung leistete  112 bhp (82 kW). Er war bereits aus dem Corolla FX-16 bekannt. Die Grundausstattung des Nova Twin Cam umfasste breitere Aluräder, Sportaufhängung, Servolenkung, rundum Scheibenbremsen, Tourenzähler und Lederlenkrad, eine diesem Modell vorbehaltene Vierstufenautomatik war optional. Die einzige lieferbare Farbkombination war eine schwarz metallisierte Außenfarbe in Verbindung mit einer grauen Innenausstattung. Zu einem Listenpreis von 11.395 Dollar verkaufte er sich etwa 3300 mal. Die neue Sportvariante wog 1060 kg.

## Technik
Der Motor wurde in ähnlicher Form während der ganzen Produktionszeit des Modells angeboten. Wahrscheinlich wegen geänderten Abgasbestimmungen sank die Leistung 1988 geringfügig, dafür gab es auf Wunsch ein neues Hochleistungstriebwerk. Die Redaktion der Automobil Revue schätzte die Höchstgeschwindigkeit des Chevrolet Nova auf 150 bis 160 km/h und den Verbrauch auf 7 bis 12 l/100 km; mit dem DOHC-Motor erreichte er demnach 180 bis 190 km/h, wobei der Verbrauch auf 8 bis 12 l/100 km anstieg.

### Motoren
1600 (Serie K)

Der einzige bei Markteinführung im Nova angebotene Motor war der Vierzylinder-Reihenmotor von Toyota (General Motors Code 4A-LC oder LC9). Das wassergekühlte und vorne quer im Fahrzeug eingebaute Triebwerk ist obengesteuert mit Zahnriemen. Die Kurbelwelle ist fünffach gelagert und der Zylinderkopf besteht aus Leichtmetall. Der Hubraum beträgt 1587 cm³ aus 81 mm Bohrung und 77 mm Hub. Der Motor ist im Verhältnis 9 : 1 verdichtet. Zur Gemischaufbereitung wurde ein Fallstrom-Zweifachvergaser von Aisan verwendet. Wie erwähnt, lag die Leistung bei den allerersten Modellen bei 70 bhp (52,2 kW). Bereits im Herbst 1985 standen 75 bhp (56 kW) bei 5200/min zur Verfügung. Für 1988 werden 74 bhp (55,2 kW) angegeben. Das maximale Drehmoment liegt durchgehend bei 116 Nm (11,8 mkp) bei 2800/min. Das Fahrzeug wird mit Normalbenzin betrieben. Im Ölkreislauf sind 3 Liter Öl, im Kühlkreislauf 6 Liter Wasser.
1600 Twin-Cam (Serie L)

Nur 1988 stand auch eine Version des Motors mit vier Ventilen pro Zylinder und zwei obenliegenden Nockenwellen (DOHC) zur Verfügung. Dieses 4A-GEL genannte Triebwerk mit gleichem Hubraum und ebenfalls Nockenwellentrieb per Zahnriemen weicht insbesondere in den folgenden Merkmalen vom Zweiventiler ab: Der Motor ist mit 9,4 : 1 verdichtet, im Ölkreislauf befinden sich 3,7 Liter Öl, zusätzlich ist ein Ölkühler eingebaut. Die Gemischbildung erfolgt mittels elektronisch geregelter Saugrohreinspritzung in Bosch-Lizenz. In dieser Form leistet der Motor 112 PS (82 kW) bei 6600/min und hat ein maximales Drehmoment von 133 Nm (13,6 mkp) bei 4800/min.

### Kraftübertragung
Erhältlich waren laut Verkaufskatalog Schaltgetriebe mit vier und fünf Gängen sowie ein Dreistufen-Automatikgetriebe; in der zur Verfügung stehenden Literatur wird das Vierganggetriebe allerdings nicht erwähnt. Die Achsuntersetzung beträgt 3,722 mit dem Schaltgetriebe und 3,421 mit der Automatik.
Der Twin Cam war wahlweise mit Fünfgang-Schaltgetriebe oder einer eigenen Vierstufenautomatik erhältlich; letztere ersetzte nicht die Dreistufenversion des Zweiventilers und blieb dem Twin Cam vorbehalten. Die Achsuntersetzungen betragen 4,312 resp. 2,962.

### Elektrik
Die Bordspannung wird mit einer 12-V-8-Ah-Batterie erzeugt. Der Alternator liefert eine Stromstärke von 60 A.

### Karosserie und Aufhängung
Die Karosserie ist fünfsitzig mit Stufenheck oder Schrägheck mit Heckklappe und selbsttragend ausgeführt. Es gibt rundum Einzelradaufhängung mit MacPherson-Federbeinen; die vordere Aufhängung besteht aus Federbeinen mit koaxialen Stoßdämpfern und unteren Dreiecksquerlenkern, hinten mit zwei parallelen Querlenkern und einem Längslenker (Camuffo-Hinterachse). Die Federung ist etwas weicher eingestellt als im Corolla. Die Spur beträgt vorn 1425 und hinten 1405 mm. Die Bremsanlage besteht aus vorderen Scheibenbremsen mit 243 mm Durchmesser, hinteren Trommelbremsen, Bremskraftverstärker und einer mechanisch auf die Hinterräder einwirkenden Handbremse. Der Nova Twin Cam erhielt rundum Scheibenbremsen.
Die Zahnstangenlenkung war auf Wunsch Mit Servo erhältlich. Ab Werk wurden Reifen der Dimension 155 SR 13 mit Felgen 5J aufgezogen. Auf Wunsch lieferbar waren Reifen 175/70 SR 13 erhältlich; diese waren serienmäßig am Nova Twin Cam. Der Wendekreis beträgt 10,2 Meter.
Der Kofferraum des Sedan nimmt 390 Liter Gepäck auf, der Hatchback Sedan 1005 Liter.
Der Kraftstofftank fasst 50 Liter.

## Modellübersicht
| Bauzeit (Modelljahr) | Ausführung                            | Text                                            |
| -------------------- | ------------------------------------- | ----------------------------------------------- |
| 1986–1988            | Chevrolet Nova Sedan (4-türig)        | Mai bis November 1985 nur für US-Midwest        |
| 1986–1988            | Chevrolet Nova Hatchback (4-türig)    | Produktionsbeginn November 1985                 |
| 1987–1988            | Chevrolet Nova CL Sedan (4-türig)     | Im Prospekt 1986 angeführt, Produktion unbelegt |
| 1987–1988            | Chevrolet Nova CL Hatchback (4-türig) | Im Prospekt 1986 angeführt, Produktion unbelegt |
| 1988                 | Chevrolet Nova Twin-Cam Sedan         |                                                 |

## Produktion
| Modell                            | 1985 | 1986 | 1987 | 1988 | Prod.  | Listenpreis (in US-Dollar) | Bemerkungen     |
| --------------------------------- | ---- | ---- | ---- | ---- | ------ | -------------------------- | --------------- |
| Nova / Nova CL Sedan Series K     |      |      |      |      | 87.263 | 8.795                      | CL erst ab 1986 |
| Nova / Nova CL Hatchback Series K | -    |      |      |      |        |                            |                 |
| Nova Twin-Cam Series L            | -    | -    | -    |      | 3.300  | 11.395                     |                 |